# Самолако
Самолако (італ. Samolaco) — муніципалітет в Італії, у регіоні Ломбардія, провінція Сондріо.
Самолако розташоване на відстані близько 550 км на північний захід від Рима, 95 км на північ від Мілана, 39 км на захід від Сондріо.
Населення — 2883 особи (2014).

## Демографія
Населення за роками:

Станом на 1 січня 2023 року в муніципалітеті офіційно проживало 76 іноземців з 24 країн, серед них 22 громадяни країн Євросоюзу та 20 громадян України.

## Сусідні муніципалітети
- Гордона
- Ліво
- Монтемеццо
- Новате-Меццола
- Прата-Кампортаччо
- Сорико
- Веркана